# Marco Cornelio Maluginense
Marco Cornelio Maluginense (en latín, Marcus Cornelius Maluginensis) fue un tribuno consular en el año 369 a. C., y de nuevo en 367 a. C.